# Notholaena squamata
Notholaena squamata là một loài dương xỉ trong họ Pteridaceae. Loài này được Moore & Houlst., Gard. mô tả khoa học đầu tiên năm 1851.
Danh pháp khoa học của loài này chưa được làm sáng tỏ. 